# Rudolf Axmann
Rudolf Axmann (4. června 1894 Velké Losiny – 11. května 1945 Hradec Králové) byl československý politik německé národnosti a meziválečný poslanec Národního shromáždění za Sudetoněmeckou stranu.

## Biografie
Původní profesí byl strojírenským dělníkem v Petrovicích nad Desnou. Byl členem, později generálním tajemníkem nevelké politické formace Německá živnostenská strana, působící prioritně na Moravě.
K roku 1936 se bytem uvádí v Petrovicích nad Desnou. Původní profesí byl dělníkem v Petrovicích nad Desnou.
V parlamentních volbách v roce 1935 se stal poslancem Národního shromáždění, nyní již za Sudetoněmeckou stranu. Jeho mandát zanikl opatřením Stálého výboru parlamentu k 30. říjnu 1938 kvůli změně hranic pomnichovského Československa.
Po roce 1938 žil opět ve Velkých Losinách. Za druhé světové války působil jako funkcionář nacistické Deutsche Arbeitsfront (DAF). Od roku 1943 působil v Moravské Třebové, kde působil jako okresní vedoucí DAF. Zemřel krátce po konci války ve vězení v Hradci Králové.